# Função algébrica
Em matemática, uma função algébrica é uma função que pode ser expressa como: {\displaystyle P_{0}(x)y^{n}+P_{1}(x)y^{n-1}+...+P_{n-1}(x)y^{1}+P_{n}(x)y^{0}=0}.
Frequentemente as funções algébricas são expressões algébricas com um número finito de termos, envolvendo apenas as operações algébricas de adição, subtração, multiplicação, divisão e potenciação com um expoente fracionário.

{\displaystyle Func{\tilde {o}}es\ Alg{\acute {e}}bricas\quad {\begin{cases}Explicitas\ {\begin{cases}Racionais\ {\begin{cases}Inteiras\\Fracion{\acute {a}}rias\\\end{cases}}\\Irracionais\\\end{cases}}\\Implicitas\end{cases}}}

## Exemplos
- {\displaystyle f(x)={\frac {1}{x}}}
- {\displaystyle f(x)={\sqrt {x}}}
- {\displaystyle f(x)={\frac {\sqrt {1+x^{3}}}{x^{3/7}-{\sqrt {7}}x^{1/3}}}}

Algumas funções algébricas, no entanto, não podem ser expressas por tais expressões finitas (este é o teorema de Abel–Ruffini). Este é o caso, por exemplo, do radical de Bring, que é a função definida implicitamente por:{\displaystyle f(x)^{5}+f(x)+x=0.}
Em termos mais precisos, uma função algébrica de grau n em uma variável x é uma função {\displaystyle y=f(x),} que é contínua em seu domínio e satisfaz uma equação polinomial:
{\displaystyle a_{n}(x)y^{n}+a_{n-1}(x)y^{n-1}+\cdots +a_{0}(x)=0}
em que os coeficientes ai(x) são funções polinomiais de x, com coeficientes inteiros. 
O valor de uma função algébrica em um número racional, e mais geralmente, em um número algébrico é sempre um número algébrico.
Algumas vezes, são considerados coeficientes {\displaystyle a_{i}(x)} que são polinômios sobre um anel R, e fala-se sobre "funções algébricas sobre R".
Uma função que não é algébrica é chamada de função transcendental, como é o caso, por exemplo, de {\displaystyle \exp(x),\tan(x),\ln(x),\Gamma (x).}
Uma composição de funções transcendentais pode resultar em uma função algébrica: {\displaystyle f(x)=\cos(\arcsin(x))={\sqrt {1-x^{2}}}.}